# Jane Elliott
Jane Elliott (née le 27 mai 1933, à Riceville, Iowa) est une activiste et éducatrice anti-raciste. D'abord enseignante au primaire, elle est connue pour son expérience « Yeux bleus - Yeux marron », qu'elle a initialement menée comme un exercice dans sa classe le lendemain de l'assassinat de Martin Luther King. Le journal local a ensuite publié les rédactions de ses élèves qui racontaient leur expérience et leurs réactions, positives ou négatives. Ceci a ensuite constitué la base de sa carrière d'intervenante publique contre les discriminations. La classe d'Elliott a été filmée la troisième fois qu'elle a mené cette expérience, avec une classe de CE2 en 1970, ce qui a donné le film The Eye of the Storm (en). Quinze ans plus tard, ces anciens élèves sont de nouveau réunis avec leur ancienne institutrice dans le cadre d'un film rétrospectif A Class Divided. Après avoir quitté son école, Elliott est devenue formatrice en diversité à plein temps. C'est à ce titre qu'elle est apparue dans de célèbres émissions à la télévision américaine, comme The Oprah Winfrey Show ou encore The Ellen DeGeneres Show. Elle organise toujours cet exercice et donne des conférences à ce sujet partout aux États-Unis et parfois à l'étranger.

## La couleur des yeux au lieu des mocassins
Le soir du 4 avril 1968, Elliott apprend à la télévision la nouvelle de l'assassinat de Martin Luther King. Elle raconte qu'elle se rappelle très clairement d'une scène dans laquelle un journaliste blanc tournait son micro vers un leader local noir en lui demandant : « Lorsque notre leader John F. Kennedy a été tué il y a quelques années, sa veuve nous a contenus. Qui va contrôler votre peuple ? » Choquée qu'un journaliste puisse concevoir Kennedy comme un « leader du peuple blanc », elle décide alors de combiner un cours qu'elle avait prévu sur les Amérindiens — pour lequel elle était précisément en train de repasser un tipi avec une autre leçon prévue sur Martin Luther King[réf. incomplète]. Pour relier les deux sujets, elle pense à la prière sioux, « Oh Grand Esprit, empêche-moi de juger un homme tant que je n'ai pas marché un mile dans ses mocassins. » Elle veut ainsi donner à ses élèves d'une petite ville, tous blancs, l'expérience de "marcher dans les mocassins" d'une personne noire.
Le lendemain, elle organise donc une discussion sur le racisme en général. Elle raconte plus tard : « Je voyais bien qu'ils n'internalisaient rien du tout. Ils faisaient ce que font les Blancs en général. Lorsque des Blancs discutent du racisme, ils vivent en réalité une ignorance partagée. » La plupart des petits élèves de 8 ans d'Elliott étaient, comme elle-même, nés à Riceville (Iowa), et y avaient grandi ; ils ne rencontraient pas habituellement de personne noire. Elliott avait le sentiment que simplement parler de racisme ne permettrait pas à sa classe d'élèves blancs de comprendre pleinement le sens du racisme et ses conséquences.

## Le premier exercice, en utilisant des cols bruns
Le lendemain matin, l'élève Steven Armstrong arrive en premier en classe, en demandant pourquoi « ce roi » (en référence à Martin Luther King, King signifiant roi en anglais) avait été tué. Lorsque le reste de la classe arrive, Elliott leur demande ce qu'ils savent sur les Noirs. Elle leur demande ensuite s'ils voudraient essayer un exercice qui leur ferait ressentir ce que pouvait ressentir une personne traitée comme une personne de couleur en Amérique. Elle décide alors de baser son exercice sur la couleur des yeux plutôt que sur celle de la peau pour montrer aux enfants ce qu'était la ségrégation. Les enfants donnent leur accord pour tenter l'exercice.
Le premier jour de l'exercice, Elliott désigne les enfants aux yeux bleus comme le groupe supérieur. Elle fournit des cols en tissu brun et demande aux élèves aux yeux bleus de les mettre autour du cou de leurs camarades aux yeux marron pour identifier plus facilement le groupe minoritaire. Elle donne aux enfants aux yeux bleus des privilèges, par exemple un deuxième service à table, l'accès à de nouveaux jeux, et cinq minutes supplémentaires à la récréation. Les enfants aux yeux bleus s'asseyent devant, et ceux aux yeux marron sont envoyés au fond de la classe. Les enfants aux yeux bleus sont encouragés à ne jouer qu'entre eux et à ignorer ceux aux yeux marron. Elliott n'autorise pas les enfants des deux groupes à boire à la même fontaine, et gronde souvent les enfants aux yeux marron s'ils ne respectent pas les règles de l'exercice ou s'ils se trompent. Elle donne souvent des exemples des différences entre les deux groupes en pointant du doigt des personnes précises et utilise des aspects négatifs des enfants aux yeux marron pour renforcer son argument.
En premier lieu, il y a une résistance des élèves du groupe minoritaire à l'idée même que les enfants aux yeux bleus seraient meilleurs que ceux aux yeux marron. Pour les convaincre, Elliott ment aux enfants en leur disant que la mélanine, qui donne aux enfants les yeux bleus, est aussi liée à des niveaux d'intelligence et d'apprentissage plus élevés. Par conséquent, peu après, la résistance initiale s'évanouit. Ceux qui sont censés être « supérieurs » deviennent arrogants et autoritaires, et de manière générale désagréables avec leurs camarades « inférieurs ». Leurs résultats à des tests très simples sont meilleurs, et ils parviennent à accomplir des exercices mathématiques et de lecture qui semblaient auparavant au-delà de leurs capacités. Les élèves « inférieurs » sont aussi transformés : ils deviennent timides et soumis, et ont de moins bonnes notes aux tests. Ils s'isolent d'eux-mêmes pendant la récréation, y compris ceux qui étaient auparavant dominants dans la classe. Les performances scolaires de ces enfants en pâtissent, y compris pour des exercices qui paraissaient simples auparavant.
Le lundi suivant, Elliott renverse les rôles, en faisant des enfants aux yeux bruns les supérieurs. Si ceux-ci traitent les enfants aux yeux bleus de façon assez similaire à la façon dont ils avaient été traités la semaine précédente, Elliott raconte que l'intensité est moindre. À 14h30 le mercredi, Elliott demande aux enfants aux yeux bleus d'enlever leurs cols. Pour réfléchir à l'expérience, elle demande aux enfants d'écrire ce qu'ils ont appris . Elle est citée comme ayant dit plus tard : "Je crois que ces enfants ont marché dans les mocassins d'un enfant de couleur pendant une journée".

## Réactions et attention du public
Les rédactions que les enfants ont écrites à la suite de leur expérience ont été publiées dans le journal Riceville Recorder le 18 avril 1968 (page 4), sous le titre « Comment on ressent la discrimination. » Associated Press repère l'histoire et publia un article sur le sujet. Grâce à cet article, Elliott est invitée au The Tonight Show Starring Johnny Carson. Après sa description de l'exercice dans une courte interview, la réaction du public ne se fait pas attendre : l'émission reçoit des centaines d'appels, pour la plupart négatifs. Une lettre est ainsi fréquemment citée : "Comment osez-vous essayer cette expérience cruelle sur des enfants blancs ? Les enfants noirs sont habitués à ces comportements avec lesquels ils grandissent, mais les enfants blancs n'ont aucun moyen de les comprendre. C'est cruel pour les enfants blancs, et cela leur causera de grands dommages psychologiques".
L'attention que reçoit Elliott ne la rend pas populaire à Riceville. Lorsqu'elle entre dans la salle des enseignants le lendemain de son interview au Tonight Show, plusieurs enseignants quittent la pièce. Lorsqu'elle va faire ses courses en ville, elle entend des murmures. Quand sa plus grande fille va au lycée, elle trouve en sortant des toilettes un message haineux écrit au rouge à lèvres sur le miroir.
Une seule de ses collègues, Ruth Setka, continue de lui parler après l'exercice. Setka pense que si l'exercice d'Elliott est si mal reçu, c'est parce qu'il a été mené avec de très jeunes élèves, et qu'il aurait dû être essayé avec des élèves au moins du niveau collège (11-12 ans). Selon Elliott, les gens de Riceville l'identifient comme la femme qui a créé l'exercice "Yeux bleus-yeux marron" et ne peuvent pas l'oublier.
Cependant, son exercice est de plus en plus populaire, et elle apparait régulièrement à la télévision. Elle commence à réitérer l'expérience dans le cadre de formations pour adultes. Le 15 décembre 1970, Elliott organise l'expérience pour des éducateurs à la White House Conference on Children and Youth (une conférence sur l'enfance et la jeunesse organisée par le président des États-Unis à la Maison-Blanche).
En 1970, la chaîne de télévision ABC produit un documentaire sur Elliott, intitulé The Eye of the Storm (l'œil du cyclone), qui la rend encore plus célèbre aux États-Unis. Par la suite, William Peters (un journaliste et documentariste primé) écrit deux livres —A Class Divided (une classe divisée) et A Class Divided: Then and Now (une classe divisée: hier et aujourd'hui) —au sujet d'Elliott et de son exercice. En 1985, A Class Divided est adapté en reportage télévisé dans le cadre de l'émission Frontline sur PBS, avec une réunion des enfants que l'on voit dans The Eye of the Storm, pour lequel Elliott a reçu le prix Hillman (un prix qui récompense les journalistes ou personnalités publiques qui œuvrent pour la justice sociale et le bien commun). Une version télévisée de l'exercice est diffusée au Royaume-Uni le 29 octobre 2009 sur la chaîne Channel 4 sous le titre The Event: How Racist Are You? ("Évènement: à quel point êtes-vous raciste?"). Selon les producteurs dans leur accord avec Jane Elliott, ce documentaire était destiné à faire prendre conscience des effets des comportements racistes aux Britanniques. Après l'exercice, Elliott a déclaré que le résultat « n'avait pas été un succès aussi grand que celui auquel je suis habituée. »
Elliott est apparue dans l'émission Person of the Week (Personnalité de la semaine) de Peter Jennings sur la chaîne ABC le 24 avril 1992. Elle apparait également dans la chronologie des 30 éducateurs importants dans un manuel édité par McGraw-Hill, aux côtés de Confucius, Platon, Booker T. Washington ou encore Maria Montessori.  Elle a été invitée pour des discours dans plus de 350 universités et est apparue cinq fois dans le Oprah Winfrey Show.

## Origine de la formation en diversité en milieu professionnel
Elliott est considérée comme « l'ancêtre » de la formation en diversité, l'exercice "Yeux bleus - Yeux marron" étant à la base d'une grande partie de ce qui est appelé formation à la diversité. Elle a elle-même donné des formations de ce type pour General Electric, Exxon, AT&T, et IBM, et enseigné dans diverses administrations américaines (FBI, IRS, US Navy, département de l'Éducation, et Administration des postes).
L'administration scolaire de Riceville accorda à Elliott un congé sans solde pour poursuivre des ateliers et des formations basées sur son exercice dans des organisations extérieures. Cependant, la demande croissante créa finalement des problèmes pour sa carrière d'enseignante au primaire.  Par conséquent, Elliott quitta l'enseignement au milieu des années 1980 pour se consacrer à plein temps à la formation à la diversité, en adaptant son exercice pour le monde de l'entreprise. Ces formations étaient présentées comme un moyen de promouvoir l'esprit d'équipe, les profits et une atmosphère « pour gagner ensemble. » Il était également dit que ne pas accueillir cette formation pouvait créer pour une entreprise le risque d'une mauvaise publicité, d'un boycott, ou d'une poursuite en justice. Pour cet exercice en entreprise, Elliott divise un groupe multiracial sur la base de la couleur des yeux des personnes et fait ensuite subir aux personnes aux yeux bleus un régime sévère d'humiliation et de mépris. En quelques heures seulement, le traitement d'Elliott rend les travailleurs aux yeux bleus distraits et découragés, rencontrant des difficultés avec les ordres les plus simples.
Les entreprises étaient intéressées par ces formations non seulement parce que dans les années 1970 et 1980, un nombre croissant de personnes non-blanches travaillaient dans ces organisations, mais aussi à la suite d'un certain nombre de décisions judiciaires et de politiques fédérales de promotion du multiculturalisme, adoptées grâce aux pressions de groupes de promotion des droits civiques pendant cette période.
De nombreuses entreprises en vinrent à concevoir la formation à la diversité comme un moyen d'éviter des poursuites judiciaires et une publicité négative. Pour Elliott, "si vous ne pouvez penser à aucune autre raison de vous débarrasser du racisme, pensez-y comme un moyen d'économiser de l'argent". Des formations inspirées par celle d'Elliott ont été utilisées en dehors des États-Unis. La formation à la diversité était peu connue au Royaume-Uni au début des années 1990 ; cependant, lorsque le Race Relations Amendment Act y a été adopté en 2000, une liste de 100 formations à la diversité y est incluse dans un Annuaire de la diversité. La plupart des formations proposées ont une approche « plus légère » que celle d'Elliott, mais celles basées sur son modèle sont aussi promues. Elliott a elle-même donné des formations en Australie, en se concentrant sur les enjeux de race soulignés par le parti d'extrême-droite de Pauline Hanson et le manque de reconnaissance des contributions aborigènes dans le pays. Elliott vend également des vidéos et d'autres supports pour les formateurs à la diversité sur son site internet.

## Postérité de l'expérience originelle
Dean Weaver, le directeur des écoles de Riceville entre 1972 et 1979, considérait qu'Elliott était une enseignante exceptionnelle qui faisait les choses différemment et qui rendait les autres enseignants jaloux de son succès. Pour l'ancien proviseur Steve Harnack, elle était une excellente enseignante et aurait peut-être eu moins de problèmes dans la communauté si elle avait impliqué les parents. Son ancienne collègue Ruth Setka considère que : « Tout le monde en a assez d'elle. J'en ai assez d'entendre parler d'elle et de son expérience et d'entendre dire que tout le monde ici est raciste. Ça n'est pas vrai. Passons à autre chose. »

### Recherche universitaire sur l'exercice "Yeux bleus-yeux marron"
La recherche universitaire sur l'exercice d'Elliott montre des résultats modestes dans la réduction à long terme des préjugés, mais ne parvient pas à une conclusion ferme sur le fait de savoir si les préjudices psychologiques dépassent ou non les bénéfices potentiels,. Elle a été accusée d'effrayer les gens, d'aller à l'encontre des règles scolaires, d'humilier les enfants, d'être dominatrice, en colère et de faire du lavage de cerveau. Pour les professeurs en sciences de l'éducation en Angleterre, Ivor F. Goodson et Pat Sikes, ce qu'Elliott a fait est contraire à l'éthique, et l'exercice est psychologiquement et émotionnellement néfaste. Ils émettent également une inquiétude éthique sur le fait que le but de l'exercice n'ait pas été présenté aux enfants dès le départ.
Dans le cas des formations pour adultes, les résultats mesurés sont également modérés. Selon une étude menée à l'université d'État de l'Utah en 1990, presque toutes les personnes qui avaient suivi l'expérience rapportent qu'elle a eu un sens pour elles. Cependant, les preuves statistiques démontrant l'efficacité de l'exercice pour réduire les préjugés sont modérés ; et presque tous les participants, y compris l'organisateur de la simulation, rapportent que celle-ci est éprouvante. À la suite de l'étude de 1990, l'université Murdoch n'a pas inclus Yeux bleus - Yeux marron dans sa liste des stratégies performantes pour réduire le racisme.
Une autre évaluation menée en 2003 par Tracie Stewart à l'université de Géorgie, montre que les étudiants blancs ont adopté des attitudes significativement plus positives envers les personnes d'origine asiatique et sud ou centrale-américaine, mais seulement marginalement plus positives à l'égard des Afro-Américains. Dans certains cours, les participants peuvent ressentir une frustration face à « leur incapacité à changer » et commencer à ressentir de la colère contre les groupes qu'ils étaient censés mieux comprendre. Cela peut aussi conduire à une anxiété lorsque les personnes deviennent hypersensibles à l'idée d'être potentiellement soit offensant soit offensé,,. Aucun effet positif de long terme n'est relevé par les études existantes.